# 上海轨道交通2号线
上海轨道交通2号线是一条连接中国上海市青浦区国家会展中心站至浦东新区浦东1号2号航站楼站，是上海地铁运营的东西走向地铁线路，全长60.56公里，共设30座车站，于1999年9月20日通车运营。

## 概览
2号线从青浦区国家会展中心，經過有中华第一街之稱的南京路，穿越黄浦江，到達浦东新区陆家嘴、世纪公园、張江高科，并最终抵达浦东1号2号航站楼。由於連接虹橋與浦東兩大國際機場，並且途徑静安寺、南京路、外滩、陆家嘴、上海科技馆等上海旅游核心景点，因而成為上海地铁中客量最高的路線。
上海地铁2号线曾经以广兰路·唐镇为运行系统分界站，2018年前需在广兰路或唐镇站换乘。2018年浦东国际机场（现浦东1号2号航站楼站）8节贯通后，乘客无需换乘。
2024年，原徐泾东站更名为国家会展中心并与17号线虚拟换乘；原东昌路站更名浦东南路并与14号线换乘；原浦东国际机场站更名浦东1号2号航站楼。
2号线的线路标志色为 Pantone 375C（C=54 M=0 Y=100 K=0）。

### 线路数据
- 运营里程：60.56km[6]
- 车站数：30
- 改建车站1座：张江高科（已改建完成，新车站为地下站，原高架站停用，改为实训基地）
- 轨距：标准轨距1435mm
- 供电方式：1500VDC 接触网供电
- 双线区间：全线
- 电气化区间：全线
- 地下区间：国家会展中心—龙阳路東、张江高科西—远东大道西
- 高架区间：龙阳路東—张江高科（此段由于东延伸将新老线路接通，故特设立一小段高架区间）、远东大道西—浦东1号2号航站楼北
- 地面區間：浦东1号2号航站楼北—浦东1号2号航站楼、远东大道东—川沙停车场、龙阳路东北—龍陽路車輛段、淞虹路西北—北翟路車輛段

## 早期规划

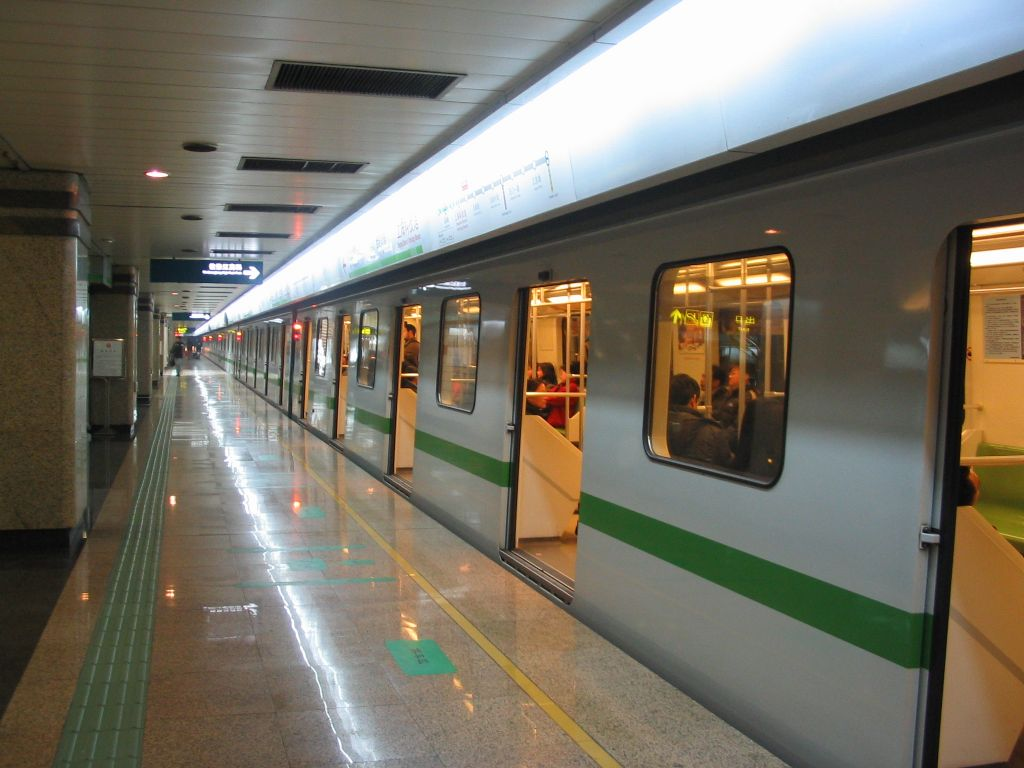
2006年的上海科技馆站及AC02型列车

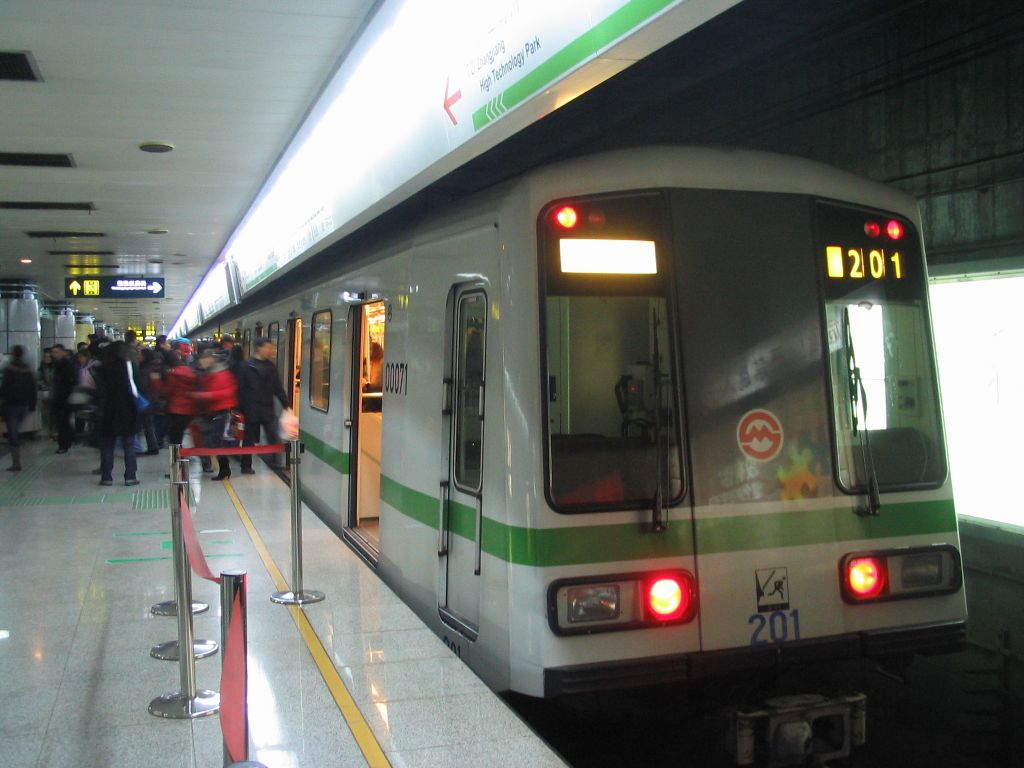
2006年的2号线人民广场站及AC02型列车

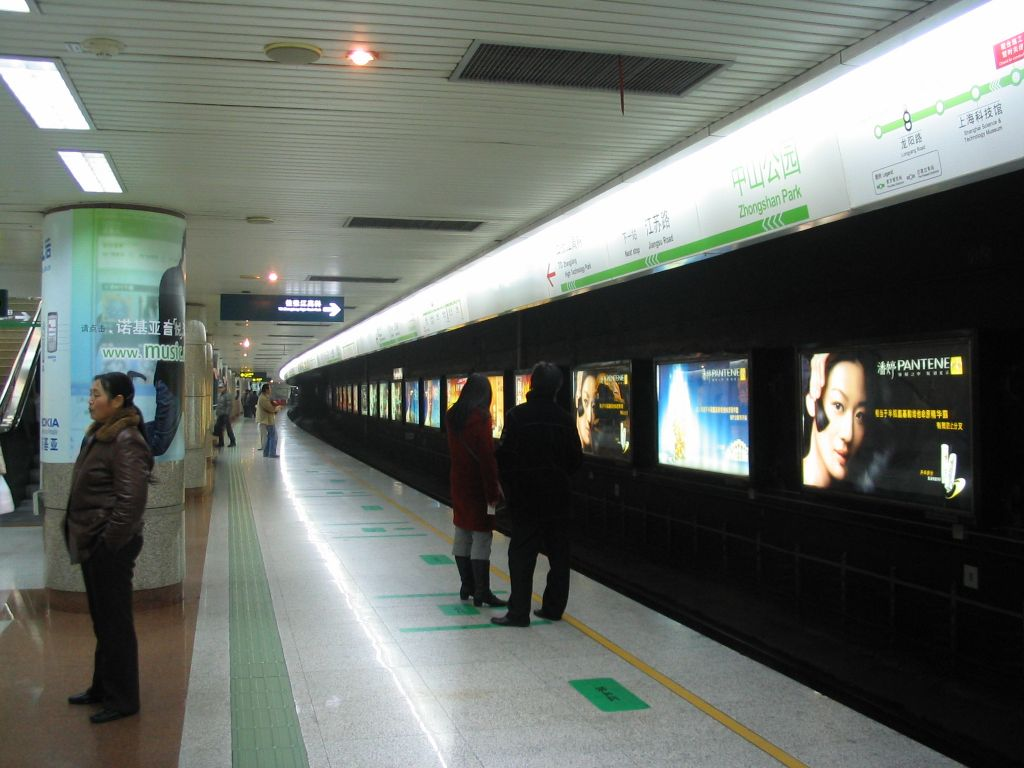
2006年的2号线中山公园站

1959年，上海市地铁筹建处和市公用事业管理局对上海109万市民作了交通调查，提出了多种方案，其中有一条自西郊公园经天山新村、中山公园、静安寺、人民公园、外滩、陆家嘴、平凉路至军工路的东西线。1963年5月，上海市城市建设局隧道工程处进行了地下铁道第二直径线的选线，自西郊公园起，经中山公园、静安寺、人民广场、提篮桥、军工路至浦东高桥。1988年夏，由市建委组织德国柏林交通咨询公司和市地铁公司、市规划院、市综合交通规划工作组合作研究，在1990年4月完成《上海地铁二号线预可行性研究报告》。认定1986年快速有轨交通系统规划中，二号线走向自虹桥机场至杨浦殷行路是可行的，全长28.4公里，设车站25座。同时，也对线路向浦东延伸提出建议，作了相应路网的调整设想。
1990年4月，中共中央、国务院同意上海开发开放浦东，地下铁道二号线通往浦东成为必然趋势。市地铁工程建设指挥部与浦东开发办公室等单位研究后，于1991年7月提出了《上海地铁二号线及浦东线路走向方案设想》。1993年3月，市建委科学技术委员会评估认为，二号线走向以虹桥机场至浦东花木地区为好。
1992年12月25日，市规划院编制的《上海市地铁二号线选线规划》提出：浦东段经陆家嘴，沿规划的轴线大道延伸过花木地区，至张江高科技园区为止，并保留向东延伸至浦东国际机场的可能。在西端，经方案比选，由原规划走虹桥路改为走天山路，以吸引天山路两侧居民新村和工业区的客流。在芙蓉江路以西采用高架，以降低建设造价。1993年11月20日，市建委批复同意该方案，地下铁道二号线西起虹桥国际机场，沿天山路向东，经北新泾、中山公园、静安寺、南京西路、人民公园，再沿南京东路过黄浦江，经陆家嘴路、杨高路至花木地区的龙东路规划浦东火车站，全长27.26公里，设车站17座。向浦东国际机场的延伸方案，另作进一步研究。
市隧道工程设计院于1994年11月完成《上海市地下铁道二号线工程可行性研究报告》，接着又编制了《上海市地下铁道二号线一期工程可行性研究补充报告(静安寺—龙东路站)》。1996年5月，国务院原则批准这个报告。1996年8月，市隧道工程设计院编制了二号线一期工程西延伸段(中山公园站—静安寺站)可行性研究报告。一期工程自中山公园至龙东路，全长16.6公里，设12座车站，停车场设在龙东路站东侧。工程已于1996年开工。

## 工程建设

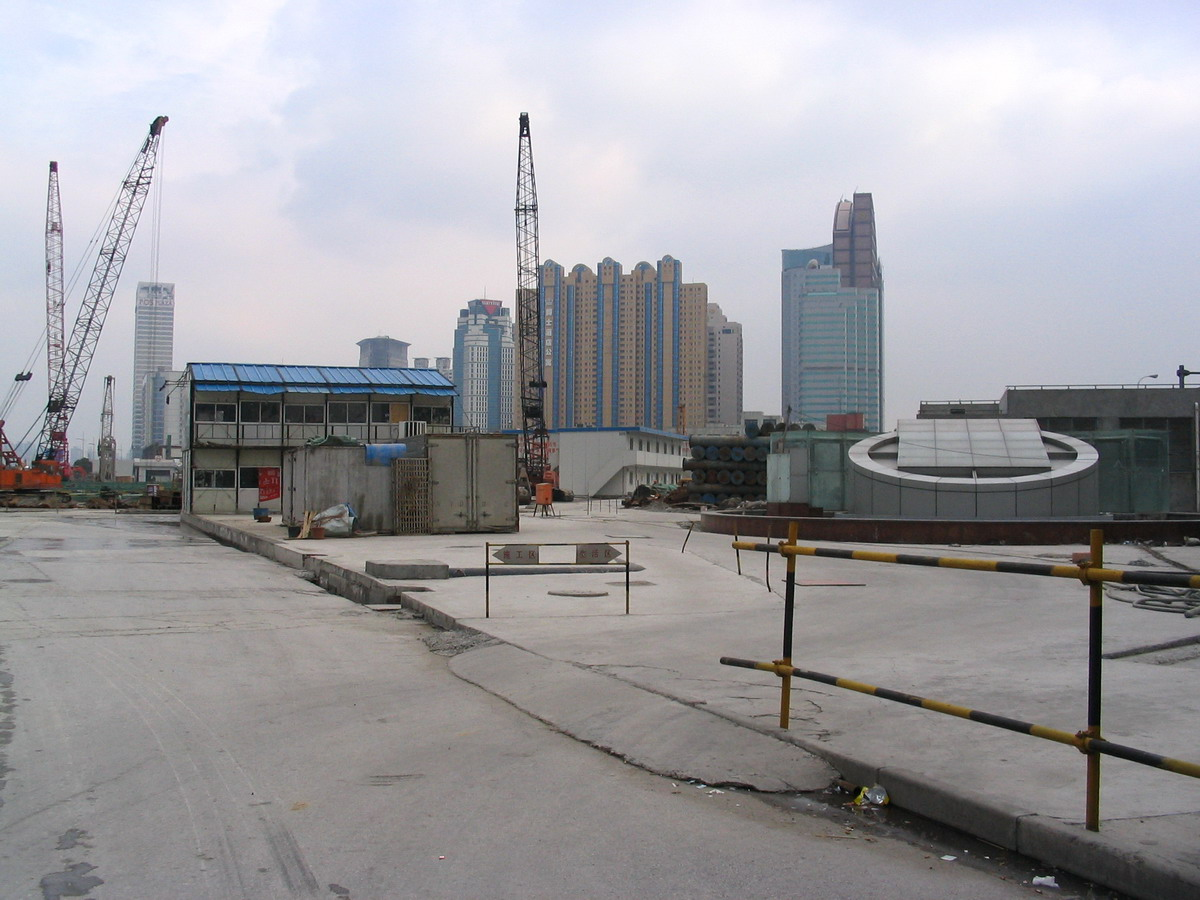
2006年的東方路站（世纪大道站）工地

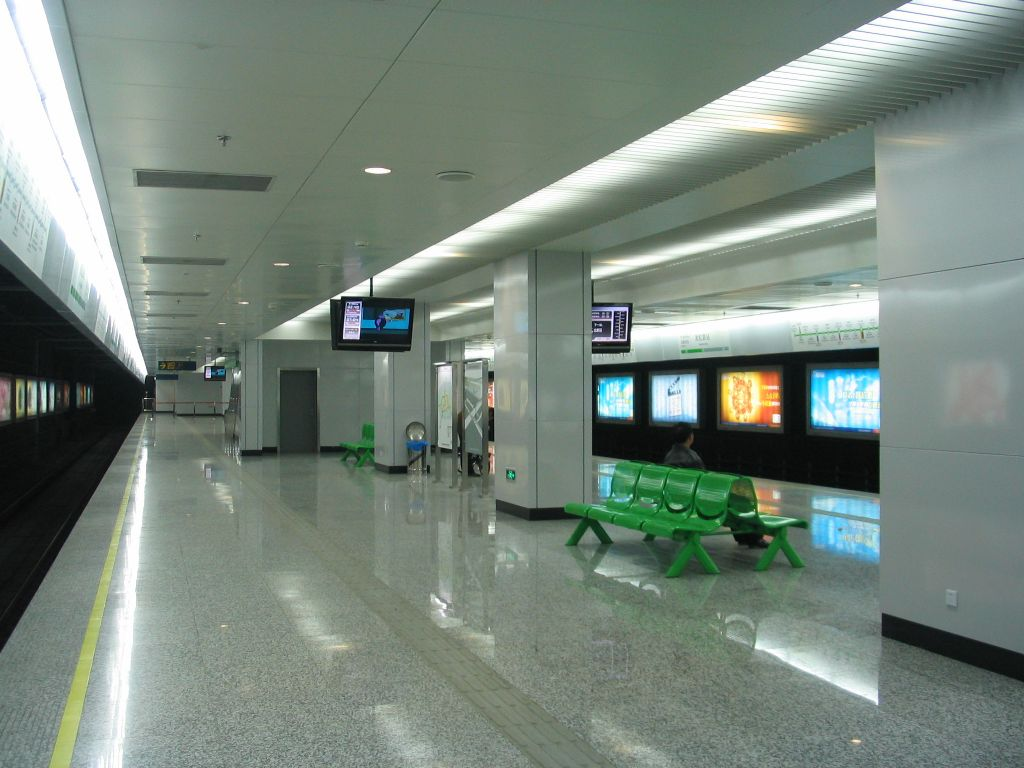
2007年的淞虹路站

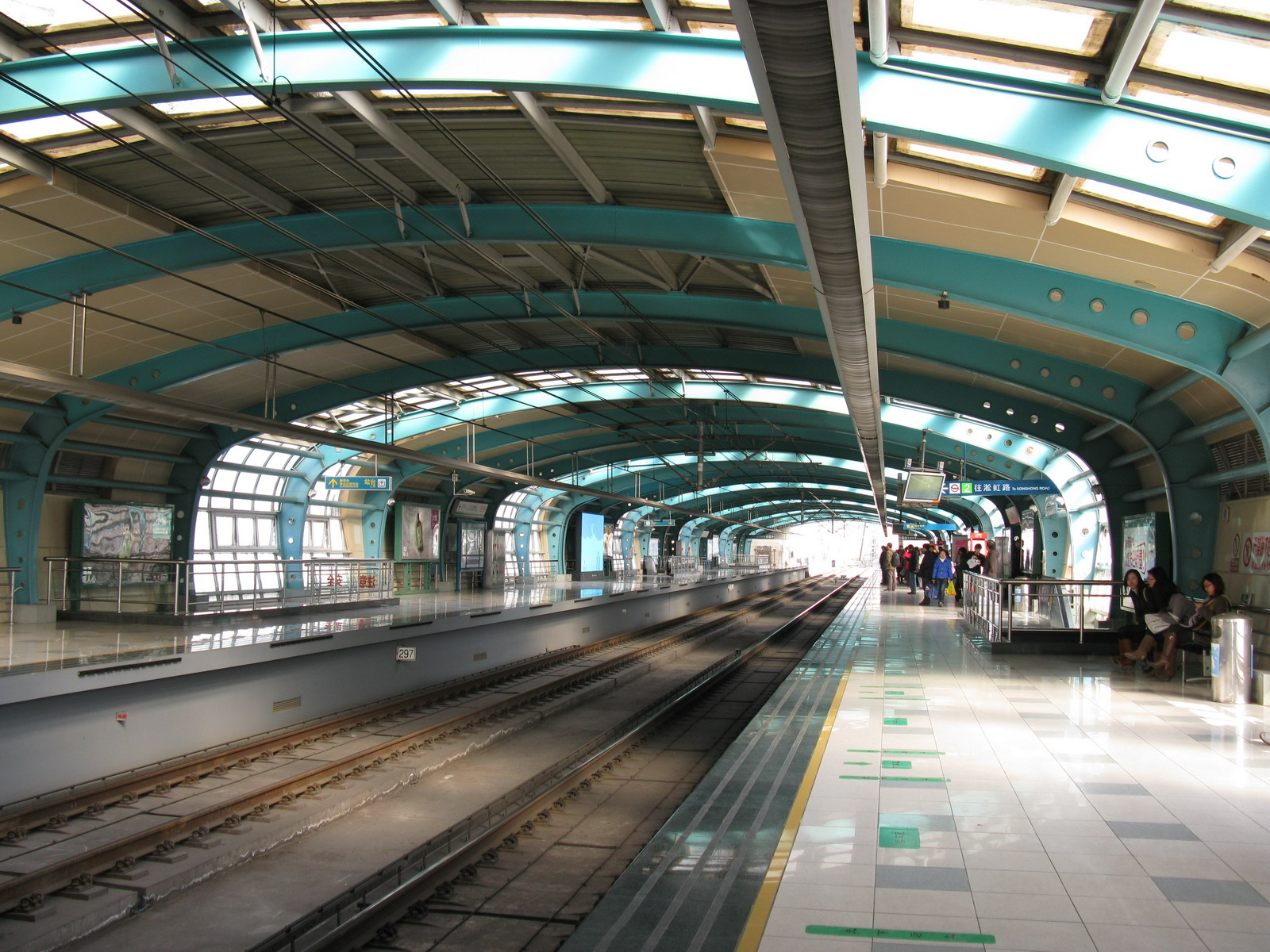
高架张江高科站已於2010年停用，現為軌道交通實訓實驗基地。

2号线一期工程从中山公园至浦东龙东路，全长16.3公里。总投资约124亿元，设计流量为每小时7.27万人次（高峰）。该工程于1995年12月28日开工，1999年9月20日建成试通车。2000年12月26日，东延伸一站至张江高科站开通运营，全长2.72公里。其中地下线0.87公里、高架线1.85公里。投资3.1477亿元，总长增加至19.1公里。此后，多个车站站名进行了变更。2006年12月30日，西延伸段（淞虹路—中山公园）共6.155公里开通营运，投资34.6842亿元，总长增加至25.2公里。
东延伸段的高架部分，以“浦东国际机场扩建工程交通配套设施工程”为名于2006年6月30日先行开工建设。后线路铺设方案修改，原大部分高架区间改为地下。经过多种方案设计，决定采用龙阳路站东侧高架段引出入地，原张江高科站不再运营。方案修改后全长30.8公里，工程总投资110.32亿元。2010年2月14日，为配合东延伸段（张江高科—广兰路）建成试运营以及新老张江高科站的衔接，列车开行交路为“淞虹路～龙阳路站”，行车间隔4.5分。张江高科至龙阳路站暂停运营十天，由地面公交免费接送乘客。2010年2月20日，列车开行交路临时调整为：高峰时段“淞虹路～龙阳路站/淞虹路～科技馆站”，行车间隔“6分/3分”；非高峰时段“淞虹路～龙阳路站”，行车间隔4.5分。2010年2月22日，列车开行交路调整为“淞虹路～龙阳路站”，早高峰行车间隔3分，晚高峰3分30秒。淞虹路站和龙阳路站的首末班车时间不变。2010年2月24日，东延伸（龙阳路—广兰路）开通试运营，列车开行交路为“淞虹路～广兰路站”，行车间隔为4.5分。淞虹路站、龙阳路站的首末班车时间与原终点站的首末班车时间一致，新张江高科站及龙阳路經新张江高科站至广兰路段启用，原张江高科高架车站以及區間停用，改為軌道交通培訓實驗基地。2010年4月8日，东延伸段全线开通运营，采取徐泾东—广兰路区间与广兰路—浦东国际机场区间分段运营、徐泾东—广兰路区间大（徐泾东—广兰路）小（淞虹路—广兰路）交路运营相结合的行车组织模式。
西西延伸段原名“虹桥综合交通枢纽交通中心配套工程”，与虹桥综合交通枢纽一并建设。线路长8.53公里，投资25亿元。2010年3月16日，西西延伸开通运营，其中虹桥火车站站为过站不停靠。2010年7月1日，西西延伸遗留站虹桥火车站站与沪宁城际铁路一起开通运营。
2010年至2019年间，2号线客流增长迅速，成为全路网单线客流量最高的线路之一。为缓解2号线交通运输压力，进行了东延伸段改造工程，实现8节编组列车从徐泾东直达浦东机场。工程范围为2号线广兰路站（含）～浦东国际机场站区间相关4编改8编工程，主要包括9座车站改造及川沙停车场改造，其中6座地下车站改造内容主要为装修、出入口改造和出入口前小广场铺装，2座高架车站改造内容主要为站台、雨棚加长、装修和增设消防楼梯，1座地面车站改造内容主要为装修，川沙停车场改造内容主要为扩建原设计预留的4股道（8列位）停车列检库及增加4股道（4列位）地面停车线。项目总投资6.59亿元。唐镇站的改造工程先于2015年9月4日完工，8节编组站台已投入使用。2018年12月28日，其余车站的改造工程也已完工，8节编组站台随着当天开始的贯通运营一起投入使用。2019年10月23日，上海地铁启用新运行图，原浦东国际机场～广兰路小交路取消，同时2号线以8节编组列车全数取代4节编组列车。
为缓解国家会展中心客流压力，根据《上海市城市轨道交通近期建设规划（2010～2015年）调整方案》，新增2号线西延伸段。该工程位于青浦区，由国家会展中心站至蟠祥路站，线路正线长约1.7km，全部为地下线，投资22.3亿元，已于2021年6月28日开工建设，计划于2025年建成运营。另有自浦东1号2号航站楼站南延伸至浦东3号航站楼站的规划，并预留进一步延伸的条件。

## 运营组织
在开通初期，徐泾东站至广兰路站为8节编组列车，而广兰路站至浦东国际机场站则为4节编组列车，乘客需要在广兰路站进行换乘。为了进一步解决广兰路站客流对冲的问题，2016年4月25日起工作日早高峰期间，部分8节编组列车驶入唐镇站，并空驶至创新中路站存车线进行折返。2016年8月12日起，该举措覆盖至工作日晚高峰。2018年12月28日起，在平峰时段部分8节编组列车载客贯通运营至浦东机场。2019年4月19日起，2号线开行的8节编组列车贯通运营至浦东机场，而仅保留工作日早高峰广兰路-浦东国际机场之间4节编组列车运营。2019年10月23日起，2号线东延伸区段全运营时段运行8节编组列车，4节编组列车告别历史舞台。

## 车辆
2号线通車初期时AC02型列车未到货，因此借用部份DC01、AC01型列车，具体车号无法考证，现已全部归还。
2号线用车为A型车8节编组。列车设计时速80km/h，均为VVVF交流传动。下表记录了各列车不同的参数。
| 现名             | 原名  | 制造商                                            | 车辆编成                    | 制造年代  | 车辆总数          | 上线时间               | 昵称     |
| ---------------- | ----- | ------------------------------------------------- | --------------------------- | --------- | ----------------- | ---------------------- | -------- |
|                  | AC02  | 瑞士Adtranz、德国西门子                           | 6A (A+B+C+B+C+A)            | 2000-2001 | 24列(0201-0224)   | 1999/09/20- 2009/04/29 | 六节西瓜 |
| 04A01            | AC05  | 南车株洲电力机车                                  | 6A (Tc+Mp+M+M+Mp+Tc)        | 2004-2007 | 8列(0225-0232)    | 2006/12/10- 2008/12/31 | 绿奶嘴   |
|                  | AC17b | 南车南京浦镇车辆                                  | 4A (Tc+Mp+Mp+Tc)            | 2009-2010 | 8列(0270-0277)    | 2010/04/08- 2019/10/22 | 小鲶鱼   |
| 上海电气阿尔斯通 | AC17b | 8列(0278-0285)                                    | 4A (Tc+Mp+Mp+Tc)            | 2009-2010 |                   | 2010/04/08- 2019/10/22 | 小鲶鱼   |
| 02A01            | AC02a | 瑞士Adtranz、德国西门子 南车株洲电力机车改造      | 8A (A+B+C+B+C+B+C+A)        | 2007-2009 | 16列(0201-0216)   | 2008/10/06-            | 西瓜     |
| 02A02            | AC08  | 南车南京浦镇车辆(单数车) 上海电气阿尔斯通(双数车) | 8A (Tc+Mp+M+Mp+ M+M+Mp+Tc)  | 2007-2009 | 21列(0233-0253)   | 2008/04/30-            | 青鱼     |
| 02A03            | AC17a | 南车南京浦镇车辆                                  | 8A (Tc+Mp+M+Mp+ M+Mp+Mp+Tc) | 2009-2010 | 8列(0254-0261)    | 2010/03/16-            | 鲶鱼     |
| 02A03            | AC17a | 上海电气阿尔斯通                                  | 8A (Tc+Mp+M+Mp+ M+Mp+Mp+Tc) | 2009-2010 | 8列(0262-0269)    | 2010/03/16-            | 鲶鱼     |
| 02A04            | AC17b | 上海电气阿尔斯通(单数车) 南车南京浦镇车辆(双数车) | 8A (Tc+Mp+M+Mp+ M+Mp+Mp+Tc) | 2009-2010 | 16列(0270-0285)   | 2010/04/08-            | 扩编鲶鱼 |
| 02A04            |       | 中车南京浦镇车辆                                  | 8A (Tc+Mp+M+Mp+ M+Mp+Mp+Tc) | 2017-2019 | 16列(0270-0285)   | 2018/10/30-            | 扩编鲶鱼 |
| 02A05            |       | 中车株洲电力机车                                  | 8A (Tc+Mp+M+Mp+ M+M+Mp+Tc)  | 2017-2020 | 31列(02086-02116) | 2019/09/06-            | 绿灯侠   |

列车编组符号意义：
- B/Mp—带受电弓的动车
- C/M —不带受电弓的动车
- A/Tc—带驾驶室拖车

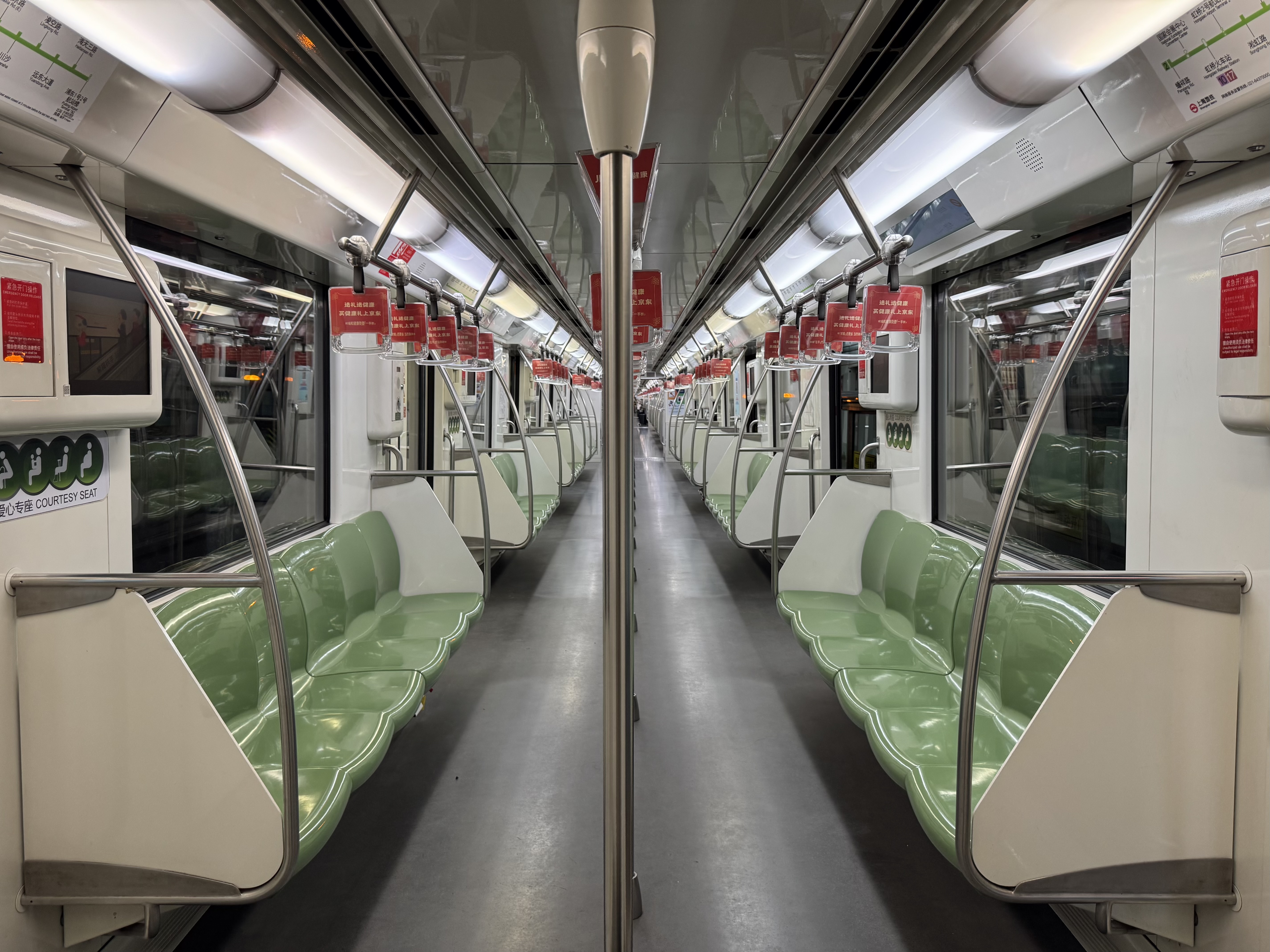
AC08（02A02）型列车车厢
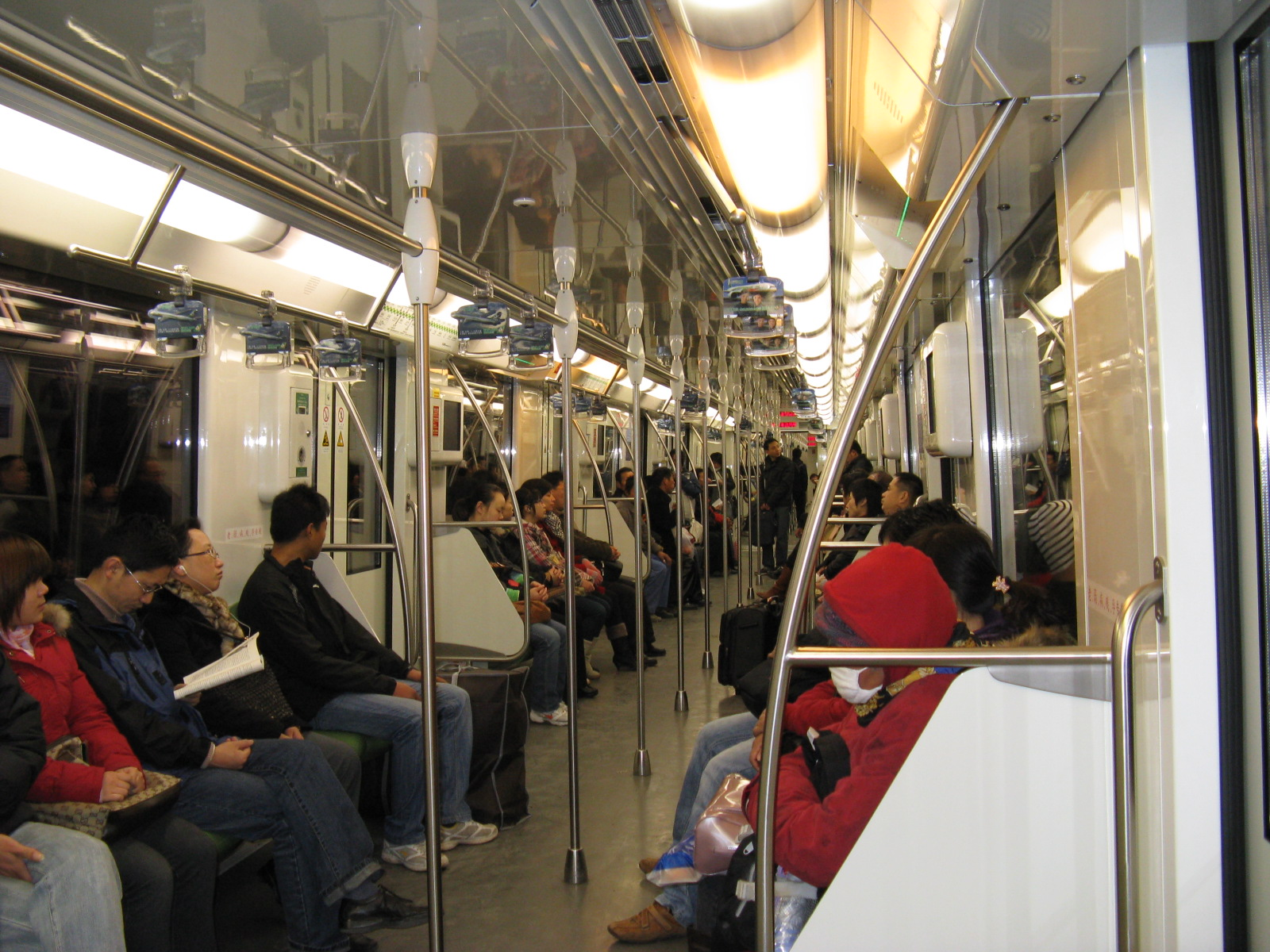
营运中的车厢内
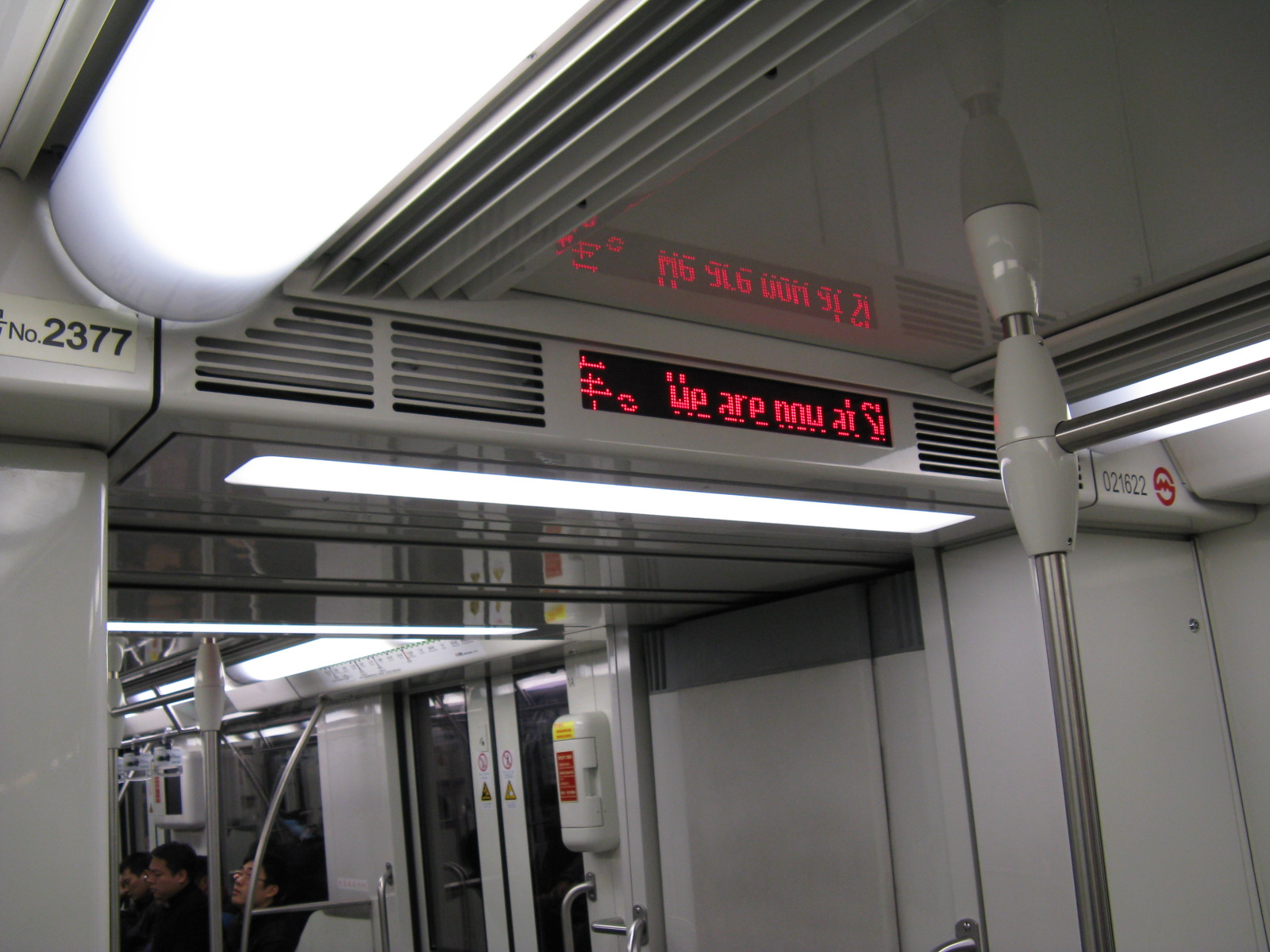
车厢内部的电子显示屏
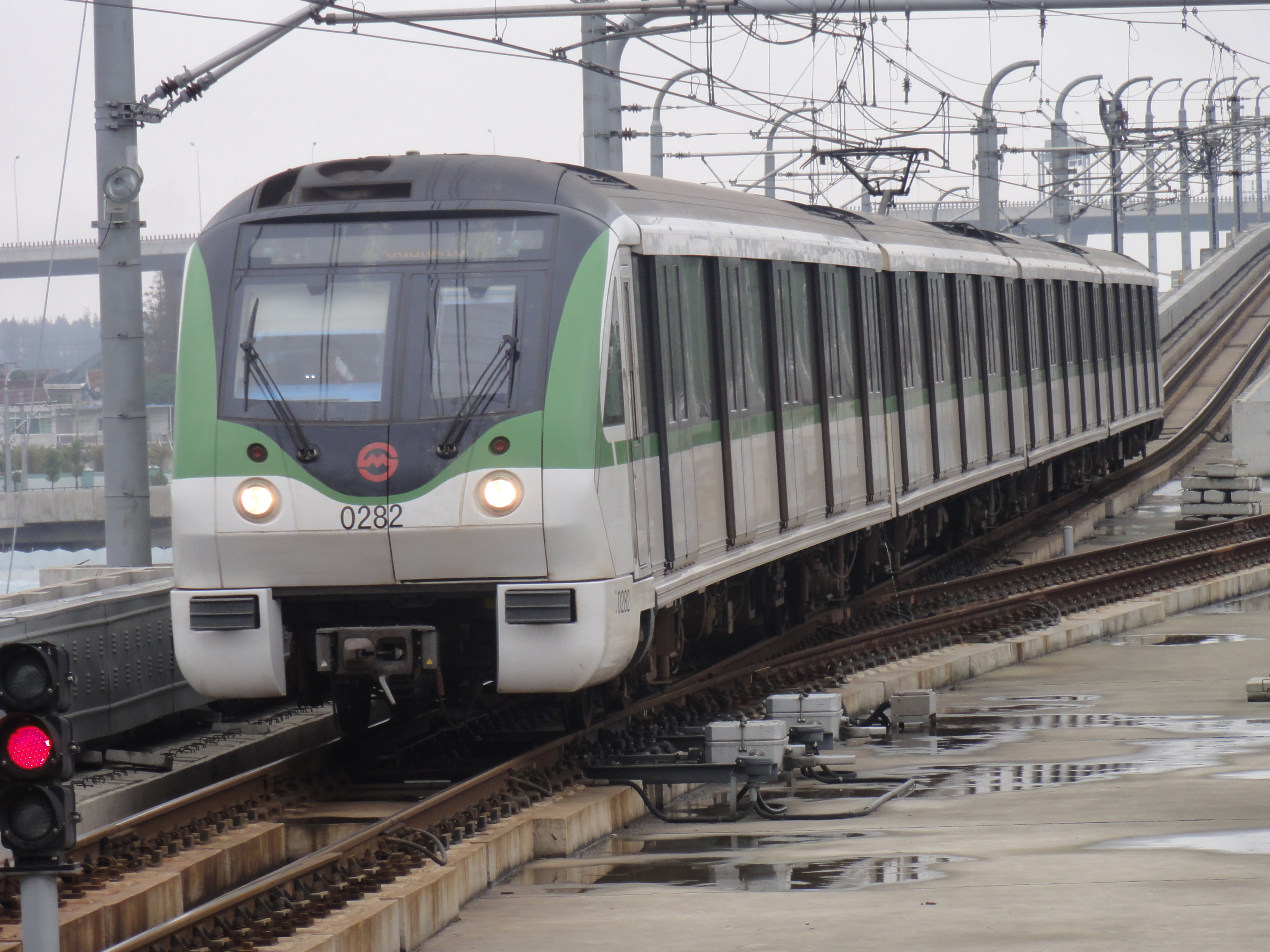
AC17b列车外观
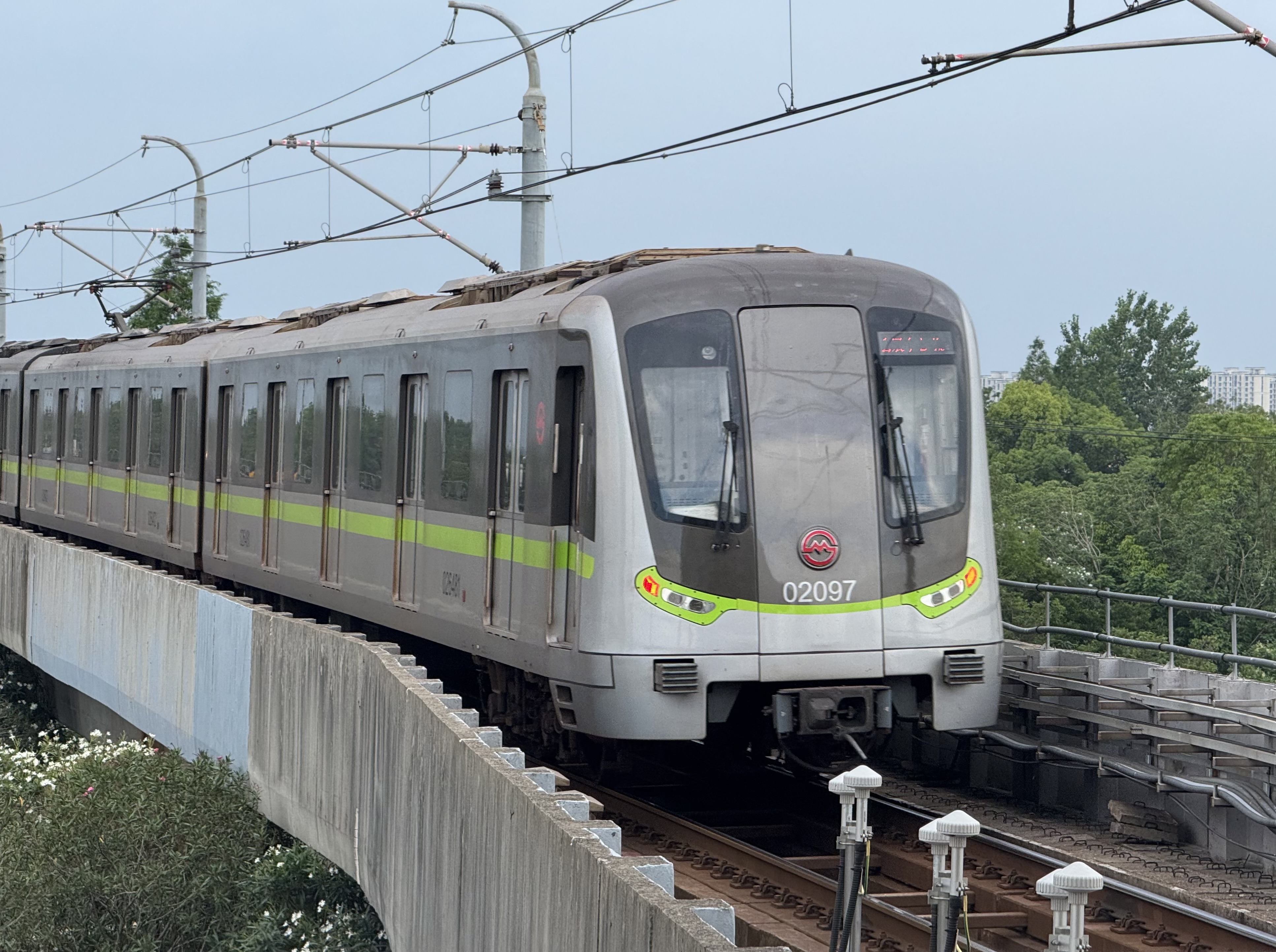
02A05型列车外观

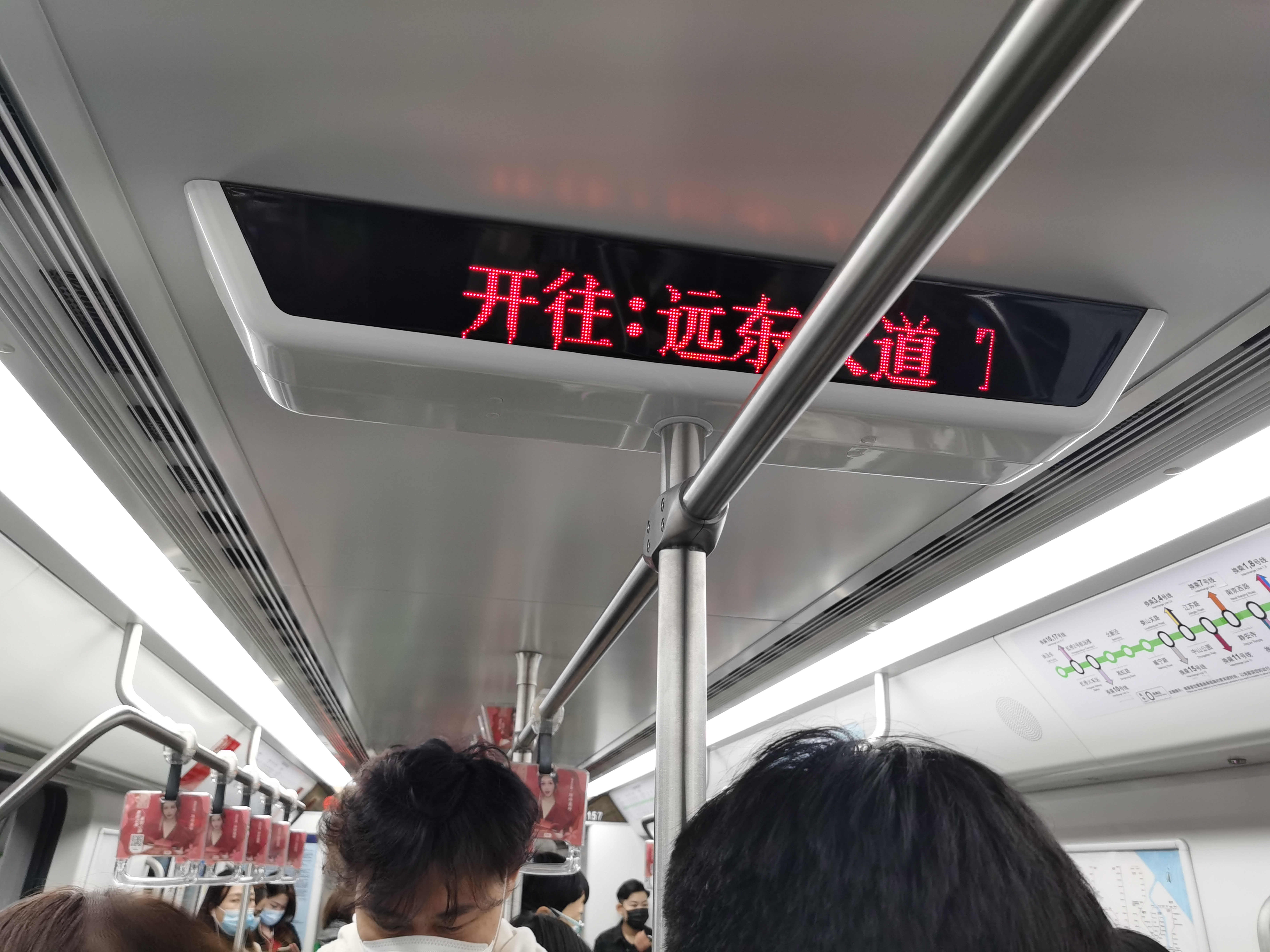
列车内部及LED显示屏
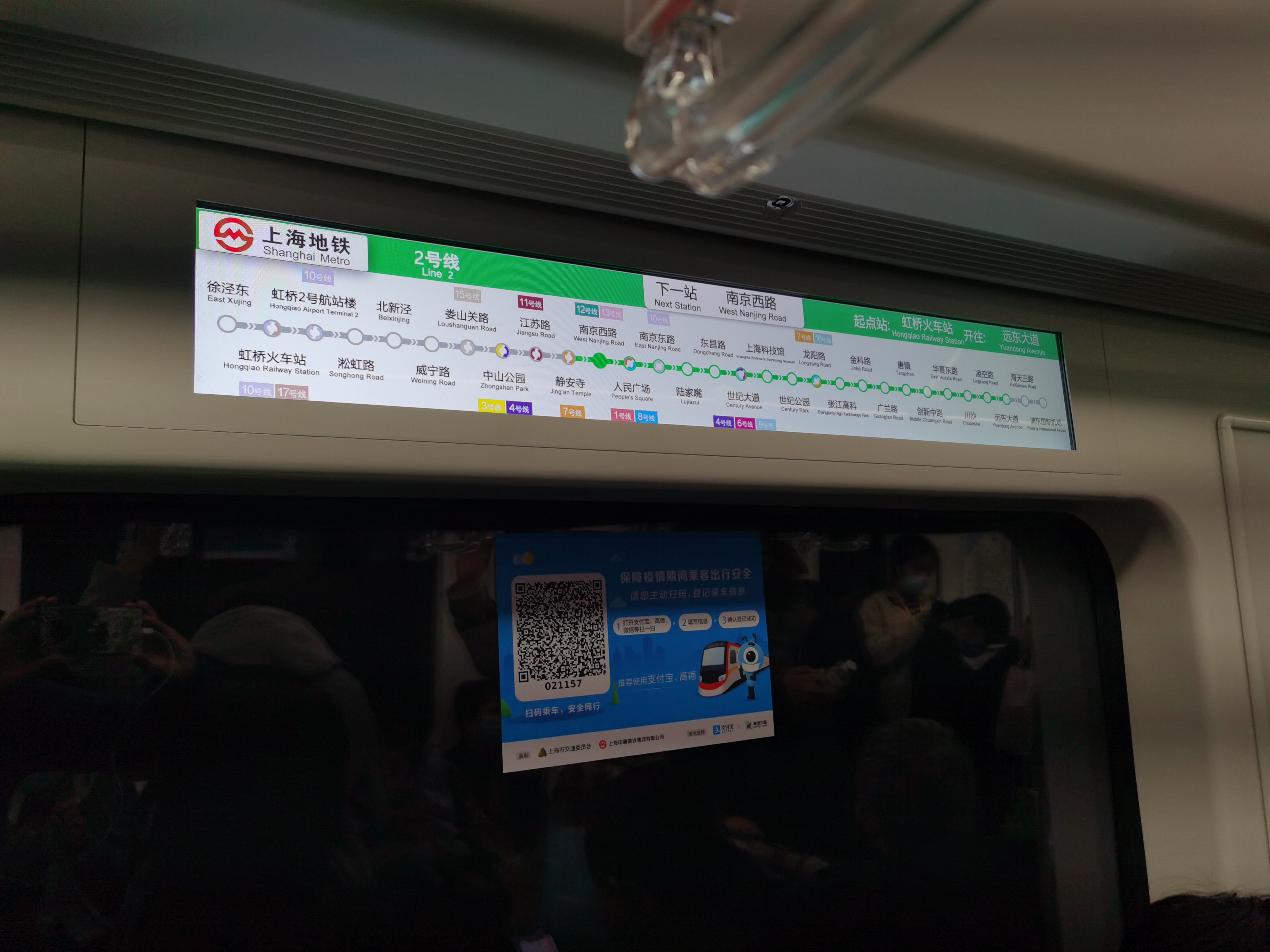
LCD屏幕路线图
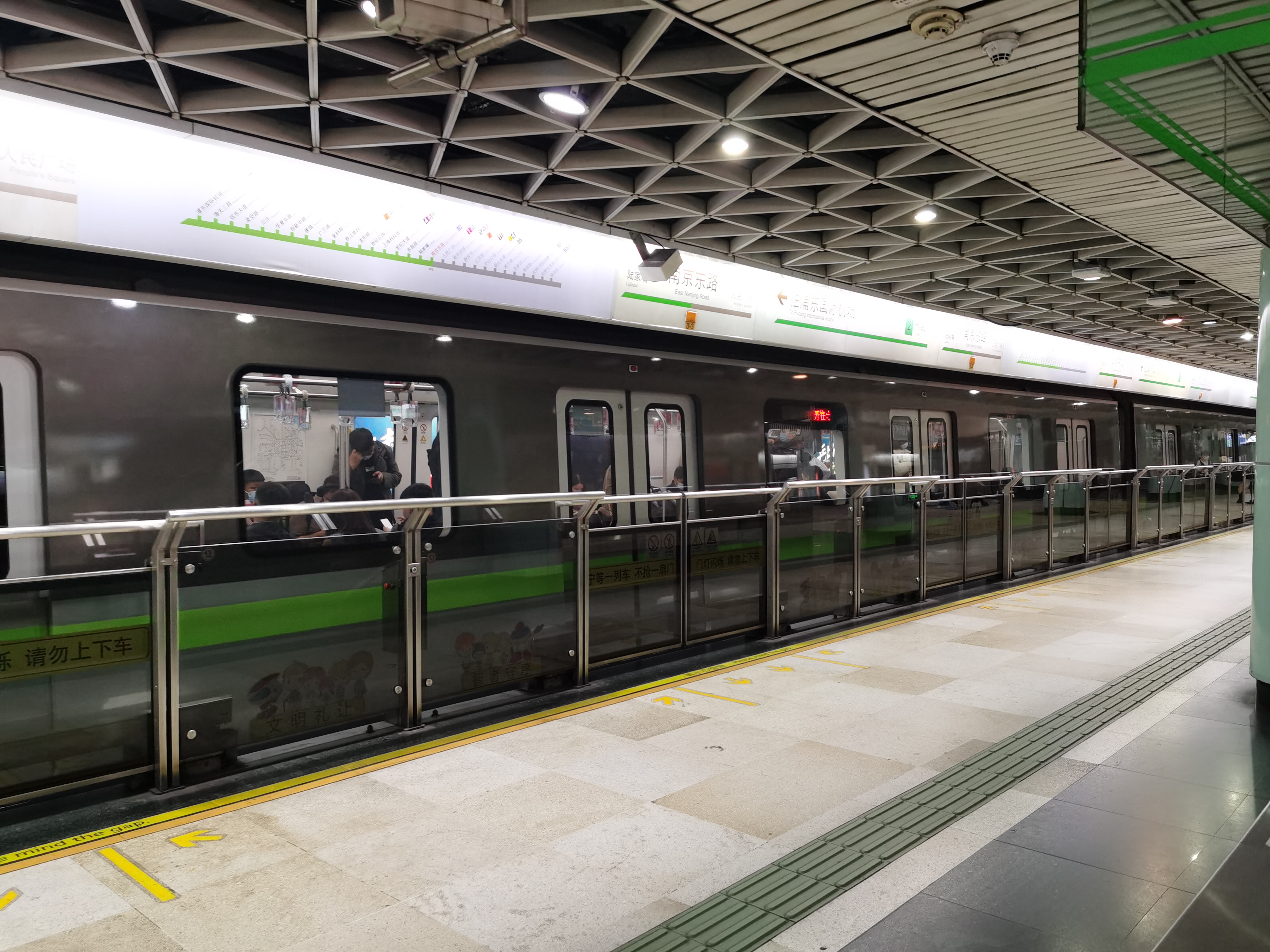
列车停靠南京东路站
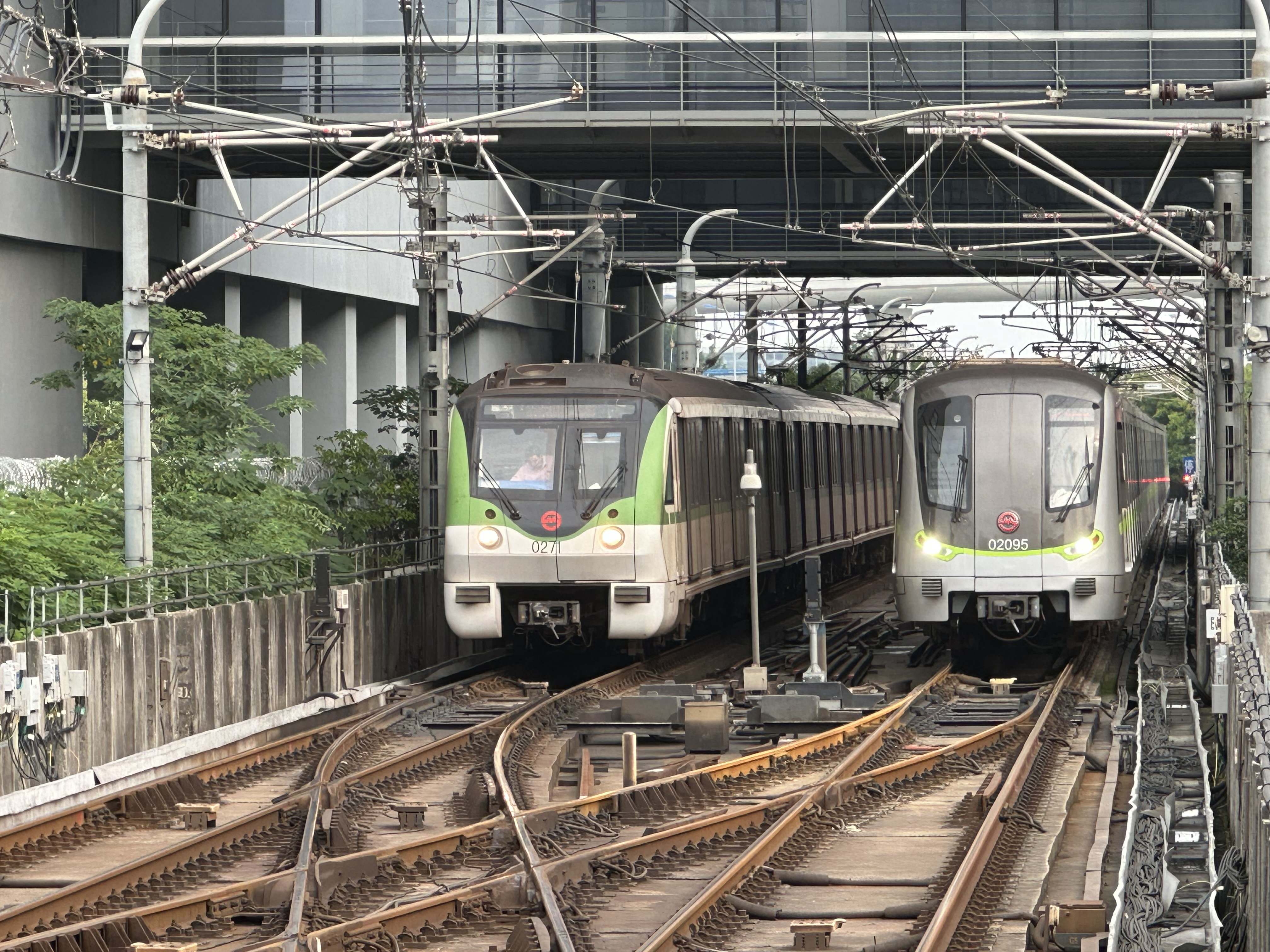
02A04 和 02A05 型列车

## 车站一览

### 换乘站
- 21017虹桥火车站 — 换乘10号线、17号线 10号线为站厅换乘，17号线由国家会展中心方向至西岑方向跨站台换乘，其余方向站厅换乘
- 2-10-机联虹桥2号航站楼 — 换乘10号线 由浦东1号2号航站楼方向至基隆路方向跨站台换乘，其余方向出站站厅换乘（不支持单程票），转乘机场联络线虹桥2号航站楼站
- 215娄山关路 — 换乘15号线 通道换乘
- 234中山公园 — 换乘3号线、4号线 通道换乘
- 211江苏路 — 换乘11号线 通道换乘
- 2714静安寺 — 换乘7号线、14号线 通道换乘
- 2-12-13南京西路 — 换乘12号线、13号线 出站换乘（不支持单程票），未来为通道换乘
- 128人民广场 — 换乘1号线、8号线 通道换乘
- 210南京东路 — 换乘10号线 通道换乘
- 214陆家嘴 — 换乘14号线 通道换乘
- 2469世纪大道 — 换乘4号线、6号线、9号线 4、9号线为站厅换乘，6号线为垂直换乘，6号线站台与2、4、9号线站厅连通
- 271618-磁浮龙阳路 — 换乘7号线、16号线、18号线 通道换乘，转乘磁浮线
- 2-磁浮-机联浦东1号2号航站楼 — 转乘磁浮线、机场联络线

### 未來换乘站
- 21317国家会展中心 — 换乘13号线、17号线 通道换乘
- 2-10-机联嘉闵示范区虹桥2号航站楼 — 转乘嘉闵线、示范区线虹桥2号航站楼站
- 21419浦东南路 — 换乘14号线、19号线 通道换乘
- 221廣蘭路 — 换乘21号线 通道换乘

### 车站列表
- 全线运行交路共三种。国家会展中心-浦东1号2号航站楼、国家会展中心-广兰路、淞虹路-广兰路。（出现其余终点站为以下情况）
  - 上海科技馆：备车线路，用于加密班次
  - 龙阳路/远东大道：回库线路
- 周日至周四常态末班车后增加2班由虹桥火车站往龙阳路的定点加班大站车，发车时间分别为23:45和次日0点[20]。
- 当台风侵袭需要停运露天段时，仅开行国家会展中心-龙阳路交路。

凡例
●：停靠、↓：通过（仅限箭头方向运行）、▼：该站只下不上
| 阶段       | 站名             | 里程 （米） | 站间距 （米） | 夜间定班 | 换乘路线                                         | 所在地   | 车站形式                    | 开门方向注1                             |
| ---------- | ---------------- | ----------- | ------------- | -------- | ------------------------------------------------ | -------- | --------------------------- | --------------------------------------- |
| 西西西延伸 | 蟠祥路           | -1640       | －            | 不運行   | —                                                | 青浦区   | 地下二层島式                | 左侧                                    |
| 西西延伸   | 国家会展中心     | 0           | 1640          | 不運行   | █ 17号线注2 在建： █ 13号线                      | 青浦区   | 地下二层島式                | 左侧                                    |
| 西西延伸   | 虹桥火车站       | 1842        | 1842          | ●        | █ 10号线 █ 17号线 上海虹桥站                     | 闵行区   | 地下二层 与17号线组成双岛式 | 左侧                                    |
| 西西延伸   | 虹桥2号航站楼    | 2532        | 690           | ●        | █ 10号线 █ 市域机场线 在建： █ 嘉闵线 █ 示范区线 | 闵行区   | 地下二层 与10号线组成三島式 | 两侧（↓） 左侧（↑）                     |
| 西延伸     | 淞虹路           | 8452        | 5921          | ▼        | —                                                | 长宁区   | 地下二层島式                | 左侧                                    |
| 西延伸     | 北新泾           | 9819        | 1367          | ↓        | —                                                | 长宁区   | 地下二层島式                | 左侧                                    |
| 西延伸     | 威宁路           | 11079       | 1260          | ↓        | —                                                | 长宁区   | 地下二层島式                | 左侧                                    |
| 西延伸     | 娄山关路         | 12740       | 1661          | ↓        | █ 15号线                                         | 长宁区   | 地下二层島式                | 左侧                                    |
| 一期西延伸 | 中山公园         | 14358       | 1618          | ▼        | █ 3号线 █ 4号线                                  | 长宁区   | 地下二层島式                | 左侧                                    |
| 一期西延伸 | 江苏路           | 15824       | 1466          | ↓        | █ 11号线                                         | 长宁区   | 地下二层島式                | 左侧                                    |
| 一期       | 静安寺           | 17249       | 1425          | ▼        | █ 7号线 █ 14号线                                 | 静安区   | 地下二层島式                | 左侧                                    |
| 一期       | 南京西路         | 18739       | 1490          | ↓        | █ 12号线 █ 13号线注3                             | 静安区   | 地下二层島式                | 左侧                                    |
| 一期       | 人民广场         | 20069       | 1330          | ▼        | █ 1号线 █ 8号线                                  | 黄浦区   | 地下三层島式                | 左侧                                    |
| 一期       | 南京东路         | 21194       | 1125          | ↓        | █ 10号线                                         | 黄浦区   | 地下二层島式                | 左侧                                    |
| 一期       | 陆家嘴           | 23028       | 1834          | ↓        | █ 14号线                                         | 浦东新区 | 地下二层島式                | 左侧                                    |
| 一期       | 浦东南路         | 24395       | 1367          | ↓        | █ 14号线注2 在建： █ 19号线                      | 浦东新区 | 地下二层島式                | 左侧                                    |
| 一期       | 世纪大道         | 25640       | 1245          | ▼        | █ 4号线 █ 6号线 █ 9号线                          | 浦东新区 | 地下二层島式                | 左侧                                    |
| 一期       | 上海科技馆       | 27450       | 1810          | ↓        | —                                                | 浦东新区 | 地下二层島式                | 左侧                                    |
| 一期       | 世纪公园         | 28904       | 1454          | ↓        | —                                                | 浦东新区 | 地下二层島式                | 左侧                                    |
| 一期       | 龙阳路           | 30004       | 1100          | ▼        | █ 7号线 █ 16号线 █ 18号线 █ 磁浮线注4            | 浦东新区 | 地下一层島式                | 左侧                                    |
| 东延伸     | 张江高科         | 32945       | 2940          | 不运行   | —                                                | 浦东新区 | 地下二层島式                | 左侧                                    |
| 东延伸     | 金科路           | 34338       | 1393          | 不运行   | —                                                | 浦东新区 | 地下二层島式                | 左侧                                    |
| 东延伸     | 广兰路           | 36393       | 2055          | 不运行   | 在建： █ 21号线                                  | 浦东新区 | 地下二层一岛一侧式          | 左/右侧（↑） 左侧（本站终到） 右侧（↓） |
| 东延伸     | 唐镇             | 39786       | 3393          | 不运行   | —                                                | 浦东新区 | 地下三层岛式                | 左侧                                    |
| 东延伸     | 创新中路         | 41574       | 1788          | 不运行   | —                                                | 浦东新区 | 地下二层侧式                | 右侧                                    |
| 东延伸     | 华夏东路         | 43674       | 2100          | 不运行   | —                                                | 浦东新区 | 地下二层侧式                | 右侧                                    |
| 东延伸     | 川沙             | 46430       | 2756          | 不运行   | —                                                | 浦东新区 | 地下二层侧式                | 右侧                                    |
| 东延伸     | 凌空路           | 49025       | 2595          | 不运行   | —                                                | 浦东新区 | 地下二层侧式                | 右侧                                    |
| 东延伸     | 远东大道         | 52095       | 3070          | 不运行   | —                                                | 浦东新区 | 高架二层島式                | 左侧                                    |
| 东延伸     | 海天三路         | 58013       | 5918          | 不运行   | —                                                | 浦东新区 | 高架二层島式                | 左侧                                    |
| 东延伸     | 浦东1号2号航站楼 | 60300       | 2287          | 不运行   | █ 磁浮线注4 █ 市域机场线                         | 浦东新区 | 地面侧式                    | 右侧                                    |
| 南延伸     | 浦东3号航站楼    |             |               | 不运行   | █ 21号线 █ 磁浮线 █ 市域机场线 █ 南汇线          | 浦东新区 | 地下島式                    | 左侧                                    |
| 南延伸     | 上海東站         |             |               | 不运行   | █ 21号线 █ 市域机场线 █ 南汇线                   | 浦东新区 | 地下島式                    | 左侧                                    |

- 注1：相对列车运行方向而言。
- 注2：本站目前虽被标注为出站换乘站，实际上并不能实现连续计费，无换乘功能。
- 注3：仅公交卡用户可以在出站30分钟内换乘12号线、13号线，乘坐里程连续计算，单程票用户如需在此站换乘12号线、13号线，需出站另行购票，乘坐里程不连续计算。
- 注4：龙阳路站與浦东1号2号航站楼站为2号线与磁浮线的转乘站，乘坐里程不连续计算，需出站另行购票。

## 时刻表
更新时间：2024年6月28日

### 列车运行间隔
| 周一～周五（工作日） | 周一～周五（工作日） | 周一～周五（工作日）           | 周一～周五（工作日） | 周一～周五（工作日）     |
| -------------------- | -------------------- | ------------------------------ | -------------------- | ------------------------ |
| 名称                 | 时段                 | 列车间隔                       | 列车间隔             | 列车间隔                 |
| 名称                 | 时段                 | 国家会展中心～淞虹路           | 淞虹路～广兰路       | 广兰路～浦东1号2号航站楼 |
| 早高峰               | 7:00～10:00          | 约4分                          | 约2分30秒            | 约4分                    |
| 平峰                 | 10:00～17:00         | 约4分30秒                      | 约4分30秒            | 约4分30秒                |
| 晚高峰               | 17:00～20:30         | 约6分                          | 约3分                | 约6分                    |
| 其他时段             | 其他时段             | 约5分～11分                    | 约5分～11分          | 约5分～11分              |
| 周六、周日（双休日） |                      |                                |                      |                          |
| 名称                 | 时段                 | 列车间隔                       | 列车间隔             | 列车间隔                 |
| 名称                 | 时段                 | 国家会展中心～浦东1号2号航站楼 |                      |                          |
| 高峰时段             | 8:30～20:30          | 约4分                          | 约4分                | 约4分                    |
| 其他时段             | 其他时段             | 约5分～10分                    | 约5分～10分          | 约5分～10分              |

### 常态末班车后定点班车
|                          | 途经上下客站                | 途经上下客站                                           | 途经下客站 | 终点站 |
| ------------------------ | --------------------------- | ------------------------------------------------------ | ---------- | ------ |
| 虹桥火车站 （周日-周四） | 虹桥2号航站楼 （周日-周四） | 淞虹路站、中山公园站、静安寺站、人民广场站、世纪大道站 | 龙阳路站   |        |
| 第一班                   | 23:04                       | 淞虹路站、中山公园站、静安寺站、人民广场站、世纪大道站 | 龙阳路站   | 23:06  |
| 第二班                   | 23:30                       | 淞虹路站、中山公园站、静安寺站、人民广场站、世纪大道站 | 龙阳路站   | 23:32  |

## 沿革
- 1995年4月 国家计委批复了上海地铁二号线（一期）工程的项目建议书
- 1995年5月 国务院原则批准《上海市地下铁道二号线工程可行性研究报告》
- 1995年12月28日 （中山公园—龙阳路）正式开工建设，浦东杨高南路车站（现称上海科技馆站）率先开工[23]
- 1996年3月18日 一期工程报建[24]
- 1999年1月15日 东延伸段工程报建[25]
- 1999年9月20日 （中山公园—龙阳路）观光试运行
- 1999年10月10日 东延伸段（龙阳路—张江高科）开工
- 2000年4月19日 浦东中央公园站更名为世纪公园站[26]
- 2000年6月11日 （中山公园—龙阳路）于中午12时正式通车[27]
- 2000年8月10日 人民公园站更名为人民广场站，与1号线统一票务结算[來源請求]；在过江区段（可乘3站）和其它区段（可乘2站）临时实施1元票价
- 2000年12月26日 东延伸段（龙阳路—张江高科）开通运营[28]
- 2001年8月15日 西延伸段工程报建[29]
- 2001年11月1日 恢复2元起步票价，取消1元过江优惠措施[30]
- 2002年12月12日 杨高南路站更名为上海科技馆站[31]
- 2003年10月18日 西延伸段（淞虹路—中山公园）首站威宁路站开工[21]
- 2005年10月22日 为配合6号线和9号线的建设，东方路站开始封站一年
- 2005年11月18日 东延伸段工程报建[32]
- 2005年12月7日 西延伸的闵行区北翟路车辆段建设工地发生大面积渗水事故
- 2005年12月9日 西延伸段工程环境影响评价公示[33]
- 2005年12月25日 与3号线实现一票换乘
- 2006年6月9日 浦东国际机场扩建工程交通配套设施工程（东延伸机场段）环境影响评价项目公示[34]
- 2006年6月26日 西延伸段地铁列车试运行，系统调试正式开始
- 2006年6月30日 东延伸段高架区间开工
- 2006年8月17日 东延伸段工程环境影响评价公示[35]
- 2006年10月28日 河南中路站更名为南京东路站，石门一路站更名为南京西路站，东方路站改造完工，更名为世纪大道站后重新开放[36]
- 2006年12月25日 东延伸段工程环境影响评价第二次公示[37]
- 2006年12月30日 西延伸段（淞虹路—中山公园）开通营运
- 2007年1月30日 东延伸段全线（龙阳路—浦东国际机场）开工
- 2007年7月25日 国家发改委批复东延伸段工程可行性研究报告
- 2007年12月4日 虹桥综合交通枢纽交通中心配套工程（西西延伸）报建[38]
- 2008年4月1日 张江高科站启用两侧站台同时上下客
- 2008年5月19日 14时28分，2号线全线停运3分钟，汽笛长鸣，为汶川大地震的逝者默哀
- 2008年3月28日 西西延伸（徐泾东—淞虹路）开工[21]
- 2008年12月31日 单日客流首次突破100万人次
- 2009年2月28日 申通集团进行内部改组，交由新成立的“上海地铁第二运营有限公司”管理
- 2009年4月30日 北翟路车辆段正式投入使用
- 2009年5月21日 最后一列AC02型车6节扩编8节完成
- 2009年5月28日 215号车上线运行，实现全线列车8节编组运营
- 2009年7月1日 人民广场站启用安全门[39]
- 2009年7月15日 早高峰陆家嘴至世纪大道区间发生电网故障，列车晚点60分钟左右，造成2号线建成后最严重一次延误事故。事后相关人员受到辞退处理
- 2009年9月9日 地铁方面发出预警，西延伸段可能在未来几天因为施工原因被迫停运，这也是上海地铁历史上首次发出停运预警
- 2009年10月10日 东延伸订购的首列8节编组列车（车号255）抵达梅陇车辆段
- 2009年10月13日 东延伸订购的首列4节编组列车（车号278）抵达梅陇车辆段
- 2009年12月21日 陆家嘴站至世纪大道站区段因供电故障造成列车大面积晚点
- 2010年2月14日 由于东延伸段改造需要，（龙阳路—张江高科）停运
- 2010年2月24日 东延伸部分（龙阳路—广兰路）开通试运营
- 2010年3月16日 西西延伸（徐泾东—淞虹路）开通运营，其中虹桥火车站站为过站不停靠
- 2010年4月8日 东延伸段（广兰路—浦东国际机场）开通运营，採用非高峰运营模式
- 2010年7月1日 西西延伸遗留站虹桥火车站站开放
- 2011年9月1日 东延伸段（广兰路—浦东国际机场）运营时间覆盖全天
- 2012年5月7日 威寧路站启用简易安全门，此系统亦已在2号线及其他尚未安装安全门的线路推广
- 2015年9月4日 广兰路—唐镇段进行了8节编组列车的载客试运行
- 2015年9月6日 恢复所有8节编组列车在广兰路站折返的运营模式
- 2015年9月18日 东延伸改造工程环境影响评价公示[40]
- 2015年9月29日 东延伸改造工程报建[41]
- 2015年11月5日 东延伸改造工程环境影响评价第二次公示[42]
- 2015年12月2日 东延改造工程在铁四院网站上公示[43]
- 2016年4月25日 早高峰部分8节编组列车延伸至唐镇常态化
- 2016年5月23日 东延伸改造工程环境影响评价报批前公示[6]
- 2016年8月12日 晚高峰部分八节编组列车延伸至唐镇常态化
- 2016年10月14日 东延伸改造工程环境影响报告书批复
- 2016年12月2日 东延伸改造工程可行性研究报告批复[44]
- 2017年1月21日 至2月10日，根据上海地铁“补短板”总体项目要求，张江高科站实施临时停运改造，期间列车越站通过[45]
- 2017年4月28日 即日起周五、周六及重大节假日前一工作日延时运营70分钟
- 2017年12月30日 虹桥2号航站楼站中央的共用站台启用
- 2018年12月28日 东延伸改造工程阶段性完工，平峰时段开始开行部分8节编组列车贯通运营至浦东国际机场站
- 2019年4月19日 全天常态化8节编组列车贯通运营开始，同时保留工作日早高峰广兰路—浦东国际机场之间4节编组列车运营，取消广兰路—远东大道之间深夜单向定点加班车[46]
- 2019年10月23日 取消工作日早高峰广兰路—浦东国际机场间4节编组列车运营，全时段全区间运行8节编组列车[47]
- 2020年1月23日 至2月2日，因徐泾东—淞虹路区段进行双向隧道整修施工，徐泾东站-淞虹路站区段暂停营运[48]
- 2021年1月26日 西延伸工程环境影响评价首次公示[49]
- 2021年2月10日 西延伸工程环境影响评价报批前公示[49]
- 2021年2月19日 青浦区环保局受理西延伸工程环境影响评价报告书[50]
- 2021年2月26日 西延伸工程（蟠祥路—徐泾东）选线专项规划局部调整（实施深化）公示[51]
- 2021年3月30日 青浦区环保局批准西延伸工程环境影响报告书[52]
- 2021年4月起 淞虹路—龙阳路间的1.2m半高简易电动栏杆逐步被拆去，并更换为1.5m高的安全门
- 2021年5月24日 西延伸工程可行性研究报告批复[53]
- 2021年6月28日 西延伸工程开工建设[12]
- 2022年4月1日 为配合新型冠状病毒疫情防控，徐泾东—淞虹路区段暂停营运
- 2022年7月4日 徐泾东—淞虹路区段恢复运营[54]
- 2023年1月22日至27日 为配合线路设施改造和安全整治，徐泾东-淞虹路区段临时停运施工[55]
- 2024年1月27日 2号线启用新的CBTC信号系统
- 2024年6月29日 2号线开始试用GoA3级自动驾驶系统
- 2024年9月21日 2号线徐泾东站、东昌路站与浦东国际机场站分别更名为国家会展中心站、浦东南路站、浦东1号2号航站楼站[56]

## 运营事件
- 2014年7月26日和7月31日，当一列以LoveLive!主题涂装的列车驶进站后，有几名动漫的男性粉丝当场“下跪膜拜”，而这件事情引发了网络内，非动漫迷和动漫迷的大讨论[57]。据悉，由于第十二届中国国际数码互动娱乐展览会(ChinaJoy)在上海开展，盛大和美娱两家企业包下上海地铁2号线的207号列车才会出现这个情况[57]。而这种下跪膜拜现象会影响地铁的运营秩序，有可能雪藏这部所谓的“痛列车”。后来在7月31日的上海地铁在澎湃新闻内发言，该列车运营至8月20日后将广告移除。在广告移除前，这部“痛列车”每日仅开行一个来回[57]。
- 2015年3月10日11时26分，243号列车张江高科站上行站外触网跳闸、列车迫停，故障列车的受电弓发生严重损坏，几乎报废，损失预估超过10万元。
- 2018年4月25日，早高峰上海科技馆站—广兰路站间信号故障，龙阳路站—创新中路站区间实施公交接驳，沿线各换乘站对本线换乘实施限流，影响时间约5小时[58]。此次事件是上海轨交2号线遭遇开通以来最大信号故障[59]。

## 未来发展
未来2号线将从浦东1号2号航站楼站起南延伸1站至浦东3号航站楼站，并预留继续向南延伸的条件。蟠祥路站也有向西延伸的规划。